# 基尔基耶
基尔基耶（Khirkiya），是印度中央邦Harda县的一个城镇。总人口17483（2001年）。

## 人口
该地2001年总人口17483人，其中男性9195人，女性8288人；0—6岁人口2615人，其中男1383人，女1232人；识字率67.78%，其中男性为75.45%，女性为59.27%。